# Károly Bartha
Karoly Bartha (Budapest, Hungría, 4 de noviembre de 1907-Boston, Estados Unidos, 4 de febrero de 1991) fue un nadador húngaro especializado en pruebas de estilo espalda, donde consiguió ser medallista de bronce olímpico en 1924 en los 100 metros.

## Carrera deportiva
En los Juegos Olímpicos de París 1924 ganó la medalla de bronce en los 100 metros estilo espalda, con un tiempo de 1:17.8 segundos, tras los estadounidenses Warren Kealoha (oro con 1:13.2 segundos) y Paul Wyatt.